# ロイ・ウェッブ
ロイ・ウェッブ（Roy Webb、1888年10月3日 - 1982年12月10日）は、アメリカ合衆国の映画音楽の作曲家。

## 略歴
ニューヨーク出身。ブロードウェイで作曲家・指揮者として活躍したのち、1920年代後半からハリウッドで映画音楽を手がけるようになる。主にRKOでホラー映画やフィルム・ノワールを手がけた。200本以上の作品の中には、『赤ちゃん教育』（1938）、『邂逅』（1939）、『キャット・ピープル』（1942）、『豹男』（1943）、『汚名』（1946）などがある。1920年代から1950年代の長いキャリアのうち、7回アカデミー賞にノミネートされている。コロンビア大学ではじめて劇場音楽の作曲を教えた。

## 主な作品
- 虚栄の市 Becky Sharp (1935)
- モヒカン族の最後 The Last of the Mohicans (1936)
- ステージ・ドア Stage Door (1937)
- 赤ちゃん教育 Bringing Up Baby（1938）
- 邂逅 Love Affair（1939）
- 恋愛手帖 Kitty Foyle: The Natural History of a Woman (1940)
- キャット・ピープル Cat People（1942）
- 奥様は魔女 I Married a Witch (1942)
- レオパルドマン 豹男 The Leopard Man（1943）
- らせん階段 The Spiral Staircase (1945)
- 汚名 Notorious (1946)
- 十字砲火 Crossfire  (1947)
- 過去を逃れて Out of the Past（1947)
- 猿人ジョー・ヤング Mighty Joe Young (1949)
- 白銀の嶺 The White Tower (1950)
- 太平洋航空作戦 Flying Leathernecks (1951)
- 剣豪ダルタニアン At Sword's Point (1952)
- マーティ Marty (1955)
- 先生のお気に入り Teacher's Pet (1958)